# Epagneul de Saint-Usuge
Der Epagneul de Saint-Usuge ist eine nicht von der FCI anerkannte Hunderasse aus Frankreich.

## Herkunft und Geschichtliches
Der Epagneul de Saint-Usuge gehört zu den alten französischen Vorstehhundrassen. Sein Ursprung liegt im Bereich Bresse, zwischen Jura und dem Burgund. Dort befindet sich auch heute der Zuchtschwerpunkt. Nachdem er als Rasse über den Zweiten Weltkrieg gerettet wurde, gründete sich 1990 der Club de l'Epagneul de Saint-Usuge. Ein Jahr später wurde der Rassestandard von 1936 überarbeitet. Seit 2003 ist diese Rasse von der französischen Société Centrale Canine (SCC) national anerkannt. Diese ordnet die Rasse der FCI-Gruppe 7, Sektion 1.2 zu und legt für die Rasse eine Arbeitsprüfung fest. Der FCI liegen die Unterlagen zur internationalen Anerkennung vor.

## Beschreibung
Als kleinster französischer Vorstehhund erreicht er eine Schulterhöhe von bis zu 54 cm. Im Aussehen ist er dem Kleinen Münsterländer ähnlich. Die Farbe des Fells ist einfarbig Braun oder Braunschimmel.

## Verwendung
Der Epagneul de Saint-Usuge wurde ursprünglich zur Schnepfenjagd in schwierigem Gelände gezüchtet. Heute findet er als vielseitig einsetzbarer Vorstehhund auf Haar- und Federwild am Wasser und im Feld Verwendung. Er ist sowohl vor, als auch nach dem Schuss, ein unermüdlicher Helfer auf der Jagd.